# Gressoney-La-Trinité

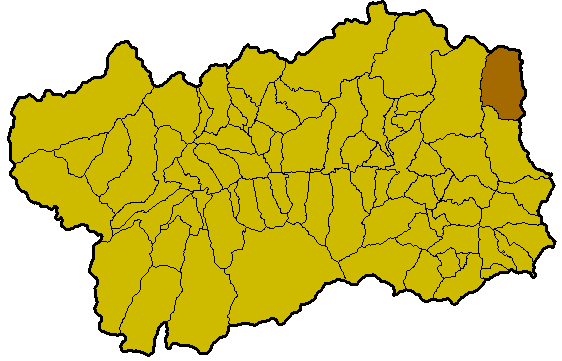
Ubicación del municipio de Gressoney-La-Trinité en el Valle de Aosta.

Gressoney-La-Trinité es una localidad italiana de Valle de Aosta, de cultura walser, con 303 habitantes.

## Evolución demográfica
| Gráfica de evolución demográfica de Gressoney-La-Trinité entre 1861 y 2001 |
|                                                                            |
| Fuente ISTAT - elaboración gráfica de Wikipedia                            |